# Blé rouge
Pour plus de détails, voir Fiche technique et Distribution.
Blé rouge (Crveno klasje) est un film yougoslave réalisé par Živojin Pavlović, sorti en 1970.
Il est présenté en sélection officielle à la Berlinale 1971. Il remporte le Grande Arène d'or du meilleur film au Festival du film de Pula.

## Fiche technique
- Titre original : Crveno klasje
- Titre français : Blé rouge
- Réalisation : Živojin Pavlović
- Scénario : Živojin Pavlović d'après le roman de Ivan Potrc (sl)
- Pays d'origine : Yougoslavie
- Format : Couleurs - 35 mm - Mono
- Genre : drame
- Durée : 85 minutes
- Date de sortie : 1970

## Distribution
- Rade Serbedzija : Južek Hedl
- Majda Potokar : Zefa
- Majda Grbac : Hana
- Irena Glonar : Tunika
- Arnold Tovornik :
- Joze Zupan :
- Joze Stafela :
- Milutin Negode :
- Angelca Hlebce : Aktivistka Liza

## Prix
- 1971 : Grande Arène d'or du meilleur film au Festival du film de Pula.